# Spread
ElSpread (o típicament buy/sell spread, bid/offer spread, o bid/ask) és el diferencial que existeix entre el preu de compra i el preu de venda d'un instrument financer cotitzat (p. ex. accions, futurs, opcions, warrants, parells de monedes, etc.). Més específicament, en terminologia de mercats financers, és la diferència entre el preu bid (preu per vendre o oferta de preu) i el preu ask (preu per comprar o demanda de preu) que ofereix un market maker o creador de mercat a un especulador/inversor.
El spread es genera perquè en un mercat en equilibri, l'oferta i la demanda quan es troben fan una transacció immediata; ara bé, mentre no es troben el preu de venda i el preu de compra, es genera una diferència temporal que s'anomena spread. Per exemple en la parella de monedes EUR/USD el spread pot ser de 0.0003 €, la diferència entre 1.5760 / 1.5763, on el preu per vendre -preu bid- un dòlar és 1.5760 € i el preu per comprar -preu ask- un dòlar és 1.5763 €. Com que el preu de compra és major que el preu de venda, si un especulador comprés i vengués immediatament, perdria 0.0003 €, que és l'import que guanya el market maker per donar liquiditat.
El spread entre el preu de compra i venda d'un valor financer cotitzat dona una mesura de la liquiditat del mercat i del cost de transacció, de manera que quan menor sigui el spread major serà la liquiditat. Dit d'una altra manera, si es troben un grup d'especuladors/inversors sobre accions de Telefónica, i un dels que té accions de TEF ofereix vendre 1 acció a 10 € -en demana 10 € preu ask-, i un possible comprador ofereix comprar 1 acció de TEF a 7 € -n'ofereix 7 € preu bid-, aleshores el spread és de 3 €. Com que la diferència entre els dos -el spread- és tan gran, és possible que la transacció no es realitzi. En aquest context, els market makers -creadors de mercat- es fan responsables de mantenir els spreads baixos, per exemple 0.02 €, de manera que per a 1 acció de TEF hi hagi una bid de 9.98 € i un ask de 10.00 €, és a dir, que el market maker comprarà a -n'oferirà- 9.98 € per les accions de TEF a qui en vulgui vendre, i les vendrà a -en demanarà- 10.00 € a qui en vulgui comprar. Com que el market maker està comprant barat i venent car, el spread és el seu benefici. Aquesta dada és especialment crucial per a un especulador en un mercat over the counter doncs el market maker pot incórrer en spreads alts per a guanyar més beneficis en detriment de l'especulador.